# 🦏
🦏 is een teken uit de Unicode-karakterset dat een 
neushoorn voorstelt. Deze emoji is in 2016 geïntroduceerd met de Unicode 9.0-standaard..

## Betekenis

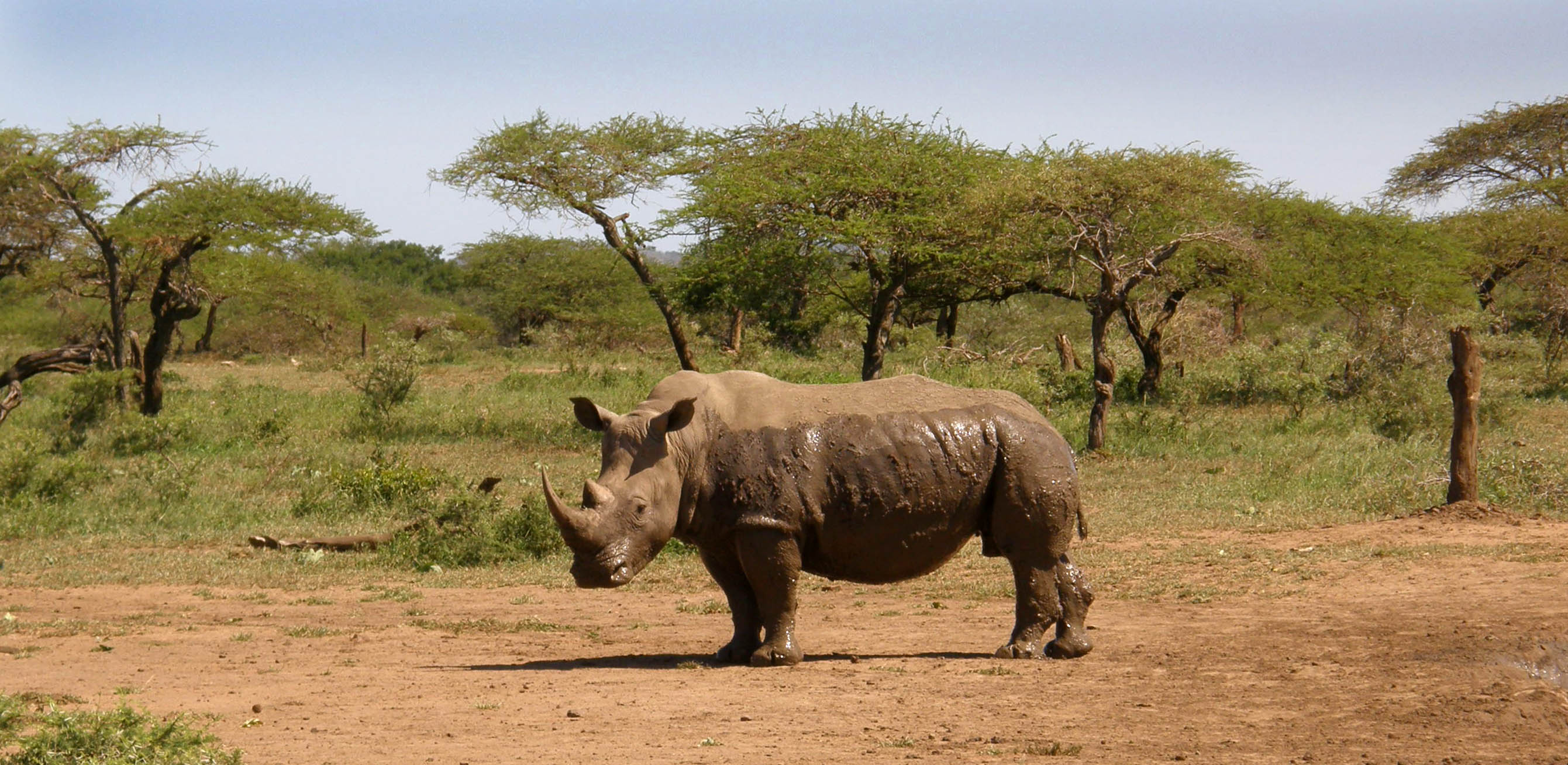
Een witte neushoorn die net een modderbad genomen heeft in het Hluhluwe-Imfolozipark

Deze emoji geeft een neushoorn weer. De meeste implementaties laten iets zien dat lijkt op een witte of zwarte neushoorn.

## Codering

De Twemoji-implementatie

### Unicode
In Unicode vindt men de 🦏 onder de code U+1F98F  (hex).

### HTML
In HTML kan men in hex de volgende code gebruiken: &#x1F98F;.

### Shortcode
In software die shortcode ondersteunt zoals Slack en GitHub kan het karakter worden opgeroepen met de code :rhinoceros:.

### Unicode-annotatie
De Unicode-annotatie voor toepassingen in het Nederlands (bijvoorbeeld een Nederlandstalig smartphonetoetsenbord) is neushoorn.